# 크라수스 돔 오이타

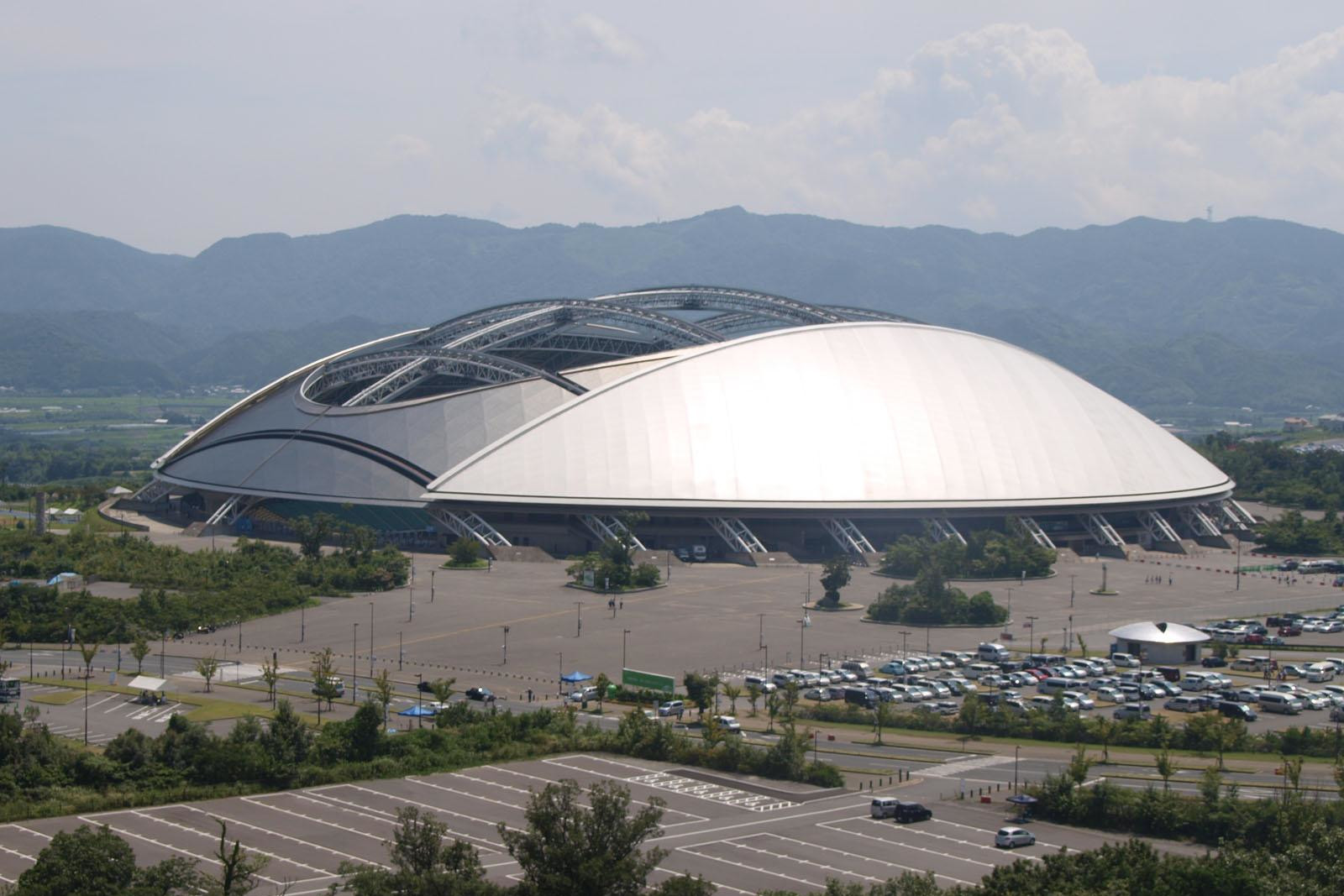
크라수스 돔 오이타

크라수스 돔 오이타(일본어: クラサスドーム大分)은 일본 오이타현 오이타시에 위치한 종합경기장으로 J리그 오이타 트리니타의 홈구장이다. 

## 특징
이 경기장의 수용 가능 인원은 40,000명으로 2002년 FIFA 월드컵과 2019년 럭비 월드컵 개최 장소로도 사용되었고 지붕은 전동 개폐식 지붕으로 이루어져 있으며 사용시설은 오이타현 소유 회사인 다시센이 지정 관리자로서 경기장 운영 관리를 실시하고 있다.
2006년 3월 1일부터 3년간의 계약으로 규슈 세키유 돔(일본어: 九州石油ドーム)이라고 불렸으나 오이타현에 본점을 둔 지방은행인 오이타 은행이 명명권을 취득하여 2010년 3월부터 오이타 은행 돔(일본어: 大分銀行ドーム)으로 불리며 일반 공모를 통해 애칭을 '빅 아이(Big Eye)'으로 명명했다가 2019년부로 오이타 은행과의 계약이 끝났다.
경기장은 '지구 환경을 지키자'라는 메시지를 담아 전체를 지구본 모양으로 만들었는데 개장 초기의 애칭인 '빅 아이'는 상공에서 본 경기장이 개구부를 포함하여 경기장 전체가 마치 '눈'처럼 보이는 것에서 유래했고 지붕은 전동 개폐식으로 설계되었으며 돔이라고 이름이 붙긴 했지만 베루나돔처럼 지붕 씌운것에 가깝다.
그리고 2019년 3월 1일부터 '쇼와 덴코 돔 오이타'(일본어: 昭和電工ドーム大分)이라고 불렸다가 2023년 1월부터 레조낙 홀딩스가 명명권을 취득하여 '레조낙 돔 오이타'(일본어: レゾナックドーム大分)라고 불렸으나 2025년 1월 1일부터는 '크라수스 돔 오이타'(일본어: クラサスドーム大分, 영어: Crasus Dome Oita)로 변경되었다.

## 2002년 FIFA 월드컵
| 날짜            | 팀 1   | 스코어              | 팀 2     | 라운드     |
| --------------- | ------ | ------------------- | -------- | ---------- |
| 2002년 6월 10일 | 튀니지 | 1 - 1               | 벨기에   | H조 2차전  |
| 2002년 6월 13일 | 멕시코 | 1 - 1               | 이탈리아 | G조 3차전  |
| 2002년 6월 16일 | 스웨덴 | 1 - 2 연장전 골든골 | 세네갈   | 16강 3경기 |

## 같이 보기
- 삿포로 돔
- 노에비어 스타디움 고베
- 빅, 비거, 비기스트